# Parque nacional Bahía Coffin
Bahía Coffin es un parque nacional en la península de Eyre de Australia del Sur, ubicado a 301 km al oeste de Adelaida y 46 km al oeste de Port Lincoln. El municipio de Coffin Bay está cerca de la entrada al parque nacional. El parque nacional cuenta con una larga península con una bahía protegida, dunas costeras, pantanos y una costa espectacular de islas, arrecifes, acantilados de piedra caliza y playas de arena blanca de surf.
Al este de Punta Evite se encuentran las playas Almonta y Gunyah, usadas para surfear . Los arrecifes se extienden hacia el mar desde el punto de Evita a la Isla de Oro con Price Island más lejos. Hay una zona de acampada en Yangie Bay con tarifas para acampar por pagar la entrada al parque nacional. El acceso a la mayoría de la zona norte del parque de Yangie Bay es a través de cuatro ruedas motrices solo por pistas.

## Vida silvestre
Hay una gran variedad de vida salvaje en el parque nacional, incluyendo hasta febrero de 2004 caballos salvajes, conocidos como los potros de Coffin Bay . Muchas aves marinas se pueden ver incluso al pigargo oriental, el águila pescadora , así como diversos albatros y petreles .
El área cubierta por el parque nacional también está clasificado por BirdLife International como un Área Importante para las Aves. Comprende más del 1% de las poblaciones mundiales de ostrero pío australiano y ostrero oscuro, así como un número significativo de charrancito australiano, Thinornis rubricollis, Psophodes nigrogularis, Neophema petrophila y la ratona australiana de pecho azul.
Durante más de 20 años, el Parque ha sido atendido por los Amigos del parque de Coffin Bay que han trabajado para repoblar la vegetación nativa y la erradicación de los animales salvajes, las malezas y plagas. Los resultados de estos esfuerzos se puede ver claramente cada año.